# Arouca
Arouca (ɐ'ɾo(ou)kɐ) è un comune portoghese dell'area metropolitana di Porto, situato nell'estremo nord del distretto di Aveiro.

## Società

### Evoluzione demografica
| Popolazione di Arouca (1801 – 2004) | Popolazione di Arouca (1801 – 2004) | Popolazione di Arouca (1801 – 2004) | Popolazione di Arouca (1801 – 2004) | Popolazione di Arouca (1801 – 2004) | Popolazione di Arouca (1801 – 2004) | Popolazione di Arouca (1801 – 2004) | Popolazione di Arouca (1801 – 2004) | Popolazione di Arouca (1801 – 2004) |
| ----------------------------------- | ----------------------------------- | ----------------------------------- | ----------------------------------- | ----------------------------------- | ----------------------------------- | ----------------------------------- | ----------------------------------- | ----------------------------------- |
| 1801                                | 1849                                | 1900                                | 1930                                | 1960                                | 1981                                | 1991                                | 2001                                | 2004                                |
| 7072                                | 11111                               | 16671                               | 21433                               | 26378                               | 23896                               | 23894                               | 24227                               | 24019                               |

## Freguesias
- Alvarenga
- Arouca e Burgo
- Cabreiros e Albergaria da Serra
- Canelas e Espiunca
- Chave
- Covelo de Paivô e Janarde
- Escariz
- Fermedo
- Mansores
- Moldes
- Rossas
- Santa Eulália
- São Miguel do Mato
- Tropeço
- Urrô
- Várzea

## Infrastrutture e trasporti
Nel territorio comunale è presente il ponte pedonale 516 Arouca, lungo appunto 516 metri.